# Rejnokovití
Rejnokovití (Rajidae) jsou s 18 rody a více než 160 druhy největší čeledí rejnoků.

## Výskyt
Rejnokovití se vyskytují v oceánech celého světa od Arktidy po Antarktidu. Většina druhů žije v mírných mořích na bahnitém, písčitém nebo štěrkovém dně. V tropech jsou vzácnější: chybí v Polynésii, na Havajských ostrovech, v Mikronésii, na karibském pobřeží Jižní Ameriky a obecně pak na korálových útesech.
Zřejmě nejznámějším rejnokem je rejnok ostnatý (Raja clavata), který žije na evropském pobřeží od Černého po Barentsovo moře. Běžným druhem je také rejnok skvrnitý (Raja montagui). Naproti tomu rejnok hladký (Dipturus batis) patří podle IUCN mezi kriticky ohrožené druhy. Endemita Středozemního moře představuje rejnok hvězdoskvrnný (Raja asterias).

## Popis
Rejnokovití mají kosočtvercové, silně zploštělé tělo s nápadným ocasem. Ocas je štíhlý, má dva boční záhyby a nese dvě malé hřbetní ploutve a malou ocasní ploutev. Na rozdíl od některých jiných rejnoků nemají rejnokovití na ocase osten. Po obou stranách ocasu se lokalizuje slabý elektrický orgán. Rypec je buďto špičatý, anebo zaoblený. Plavání zajišťuje vlnivý pohyb zvětšených prsních ploutví.
Kůže je drsná, pokrytá s malými ostny a hrbolky. Samice bývají obvykle výrazně větší než samci. Zbarvení se liší na základě obývaných stanovišť, druhy z mělkých vod mají spodní partie světlé až téměř bílé, zatímco hlubomořští zástupci mají svrchu i zespodu tmavé zbarvení. Na spodní straně těla je patrných pět párů žaberních štěrbin. Ústa jsou rovná až zakřivená, vybavená četnými zuby. Potravu tvoří zejména bentické organismy.
Na rozdíl od ostatních rejnoků, kteří bývají vejcoživorodí, kladou rejnokovití vajíčka. Vaječná pouzdra mají tvar obdélníku a z každého jejich rohu vystupuje vlákno (lidově se jim říká „peněženky mořské panny“). Jejich tvar bývá druhově specifický. V pouzdru jsou štěrbiny, kterými může dovnitř proudit mořská voda a zásobovat zárodek kyslíkem. Vývoj trvá 4 až 14 měsíců.

## Vnitřní systematika
- Tribus Amblyrajini
  - rod Amblyraja Malm, 1877
  - rod Breviraja Bigelow & Schroeder, 1948
  - rod Dactylobatus Bean & Weed, 1909
  - rod Leucoraja Malm, 1877
  - rod Rajella Stehmann, 1970
- Tribus Rajini

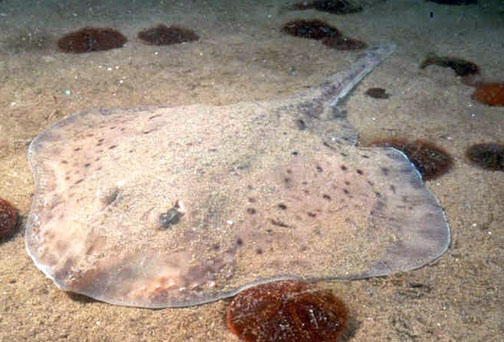
Rejnok bodlinatý (Leucoraja erinacea)

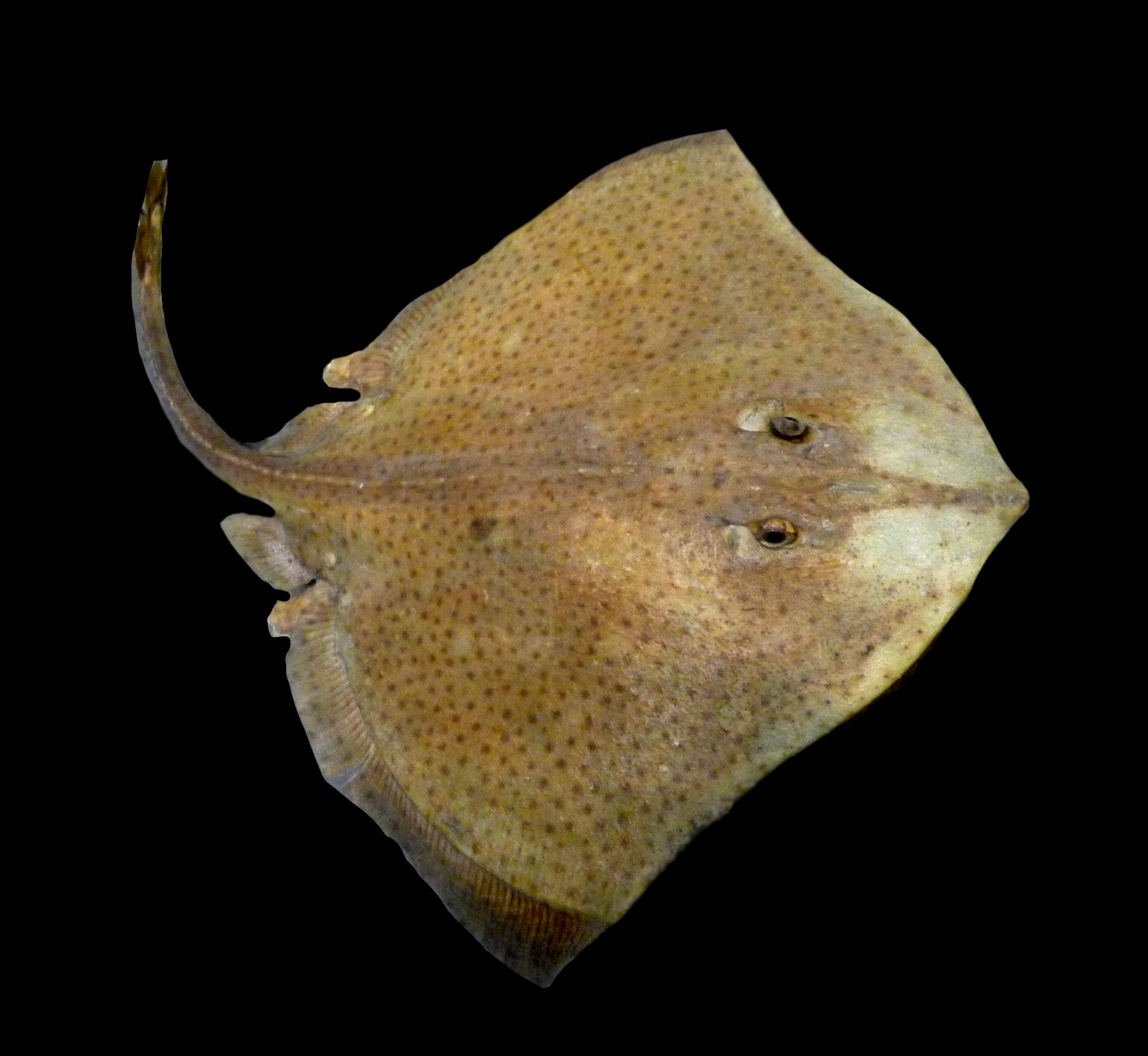
Rejnok plavý (Raja brachyura)

  - rod Beringraja Ishihara, Treloar, Bor, Senou & Jeong, 2012
  - rod Caliraja Ebert, 2022
  - rod Dentiraja Whitley, 1940
  - rod Dipturus Rafinesque, 1810
  - rod Hongeo Jeong & Nakabo, 2009
  - rod Okamejei Ishiyama, 1958
  - rod Raja Linnaeus, 1758
  - rod Spiniraja Whitley, 1939
- Tribus Rostrorajini
  - rod Malacoraja Stehmann, 1970
  - rod Neoraja McEachran & Campagno, 1982
  - rod Orbiraja Last, Weigman & Dumale, 2016
  - rod Rostroraja Hulley, 1972

Do samostatné čeledi bývá povyšovány původní podčeleď rejnokovitých Arhynchobatinae a rody rody Cruriraja, Fenestraja a Gurgesiella (čeleď Gurgesiellidae).